# ローリ・ロビンソン
ローリ・ジーン・ロビンソン（Lori Jean Robinson、1959年 - ）は、アメリカ合衆国の空軍軍人。最終階級は空軍大将。
米国北方軍司令官および北アメリカ航空宇宙防衛司令部（NORAD）の司令官を務めた米国空軍将校であり、彼女は、米国空軍初の統合軍を指揮する女性司令官であった。

## 経歴
ロビンソンはニューハンプシャー大学でROTCプログラムを通じて1981年に空軍に入隊した。戦略爆撃機B-1、輸送機KC-135、空中警戒管制機E-3等の部隊指揮経験があり、米国空軍兵器学校の指揮統制部の指揮官、空軍省参謀長、第965空挺警戒隊の戦術チーフを務めた。2014年10月16日、大将に昇進し、太平洋空軍司令官に任命された。
2016年5月13日より米国北方軍司令官および北アメリカ航空宇宙防衛司令部司令官に就任した。
2018年、空軍を退役。